# Llannon
Llannon ou Llan-non est un village et une communauté du Carmarthenshire, au pays de Galles.
Outre Llannon même, la communauté comprend les villages de Tumble / Y Tymbl (en) et Cross Hands. Au recensement de 2011, elle comptait 5 270 habitants.